# Košarovce
Košarovce (em húngaro: Kosárvágása) é um município da Eslováquia, situado no distrito de Humenné, na região de Prešov. Tem 7,98 km² de área e sua população em 2018 foi estimada em 625 habitantes.

## Demografia
| Ano:        | 1994 | 2004   | 2014   | 2024   |
| ----------- | ---- | ------ | ------ | ------ |
| Broj ljudi: | 586  | 613    | 633    | 581    |
| Razlika:    |      | +4,60% | +3,26% | -8,21% |

| Ano:               | 2023 | 2024   |
| ------------------ | ---- | ------ |
| Número de pessoas: | 584  | 581    |
| Diferença:         |      | -0,51% |